# Ciclo de vida haplodiplonte

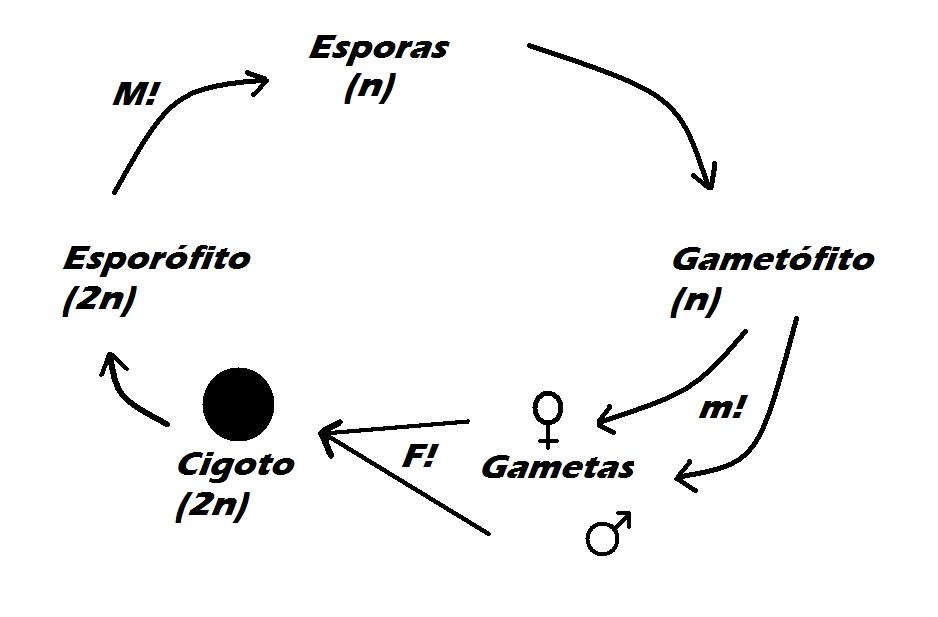
Ciclo de vida haplodiplonte en helechos. M! (Meiosis), m!(Mitosis), F! (Fecundación)

El ciclo de vida haplodiplonte o diplohaplonte es un ciclo reproductor en el que se alternan una generación diploide (2n cromosomas) con otra haploide (n cromosomas). Es el más generalizado en las plantas.
La generación 2n se denomina esporófito, fase dominante en casi todos los grupos de plantas excepto en los briofitos y por tanto la planta propiamente dicha. Forma las esporas por meiosis, quedando con n cromosomas. En el caso de las angiospermas, se denominan microsporas (masculinas), y megasporas (femeninas). Estas germinan y dan origen a la generación n o gametófito, muy reducido en pteridofitas y microscópico en espermatofitas . Este por mitosis, originará gametos masculinos y femeninos.
Cuando los gametos se unen en la fecundación, dan como resultado una célula diploide 2n, el cigoto. Este, al germinar, origina el nuevo esporófito adulto, diploide.

## Ciclo de vida en helechos

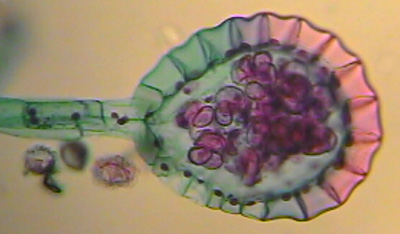
Esporangio

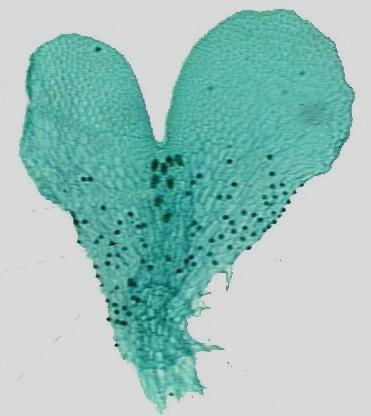
Gametófito

El esporófito es el helecho que vemos, generalmente un rizoma con vástagos aéreos, de hoja dividida (frondes). En las hojas, generalmente detrás, o recubriendo los bordes aparecen puntos o líneas, denominados soros. Vistos con lupa, puede apreciarse al soro como un conjunto de cabecitas cubiertos por una membrana (el indusio). Estas cabecitas son los esporangios, la estructura encargada de producir las esporas.
El esporangio está protegido, y dentro de él hay un tejido de células que sufren meiosis y originan las esporas n (nótese que el esporangio en sí es 2n). Cuando está maduro, la pared externa de las células del anillo estéril se arruga y se contrae (al deshidratarse), permitiendo la apertura y la salida de las esporas por medio del estomio.
Las esporas germinarán al caer en un lugar con mucha humedad, originando al gametófito o prótalo, a penas una lámina de pequeño tamaño, que puede tener rizoides.
Sobre el prótalo se desarrollaran las estructuras que producen las gametas o gametangios. Los masculinos se llaman anteridios, y los femeninos son los arquegonios.
El anteridio se abre y la gameta nada (el medio debe ser muy húmedo para ello) hacia la gametangio femenino. El proceso está regulado por actividad hormonal. Al juntarse, se forma el cigoto, que generará al nuevo esporófito diploide.

## Ciclo de vida en angiospermas

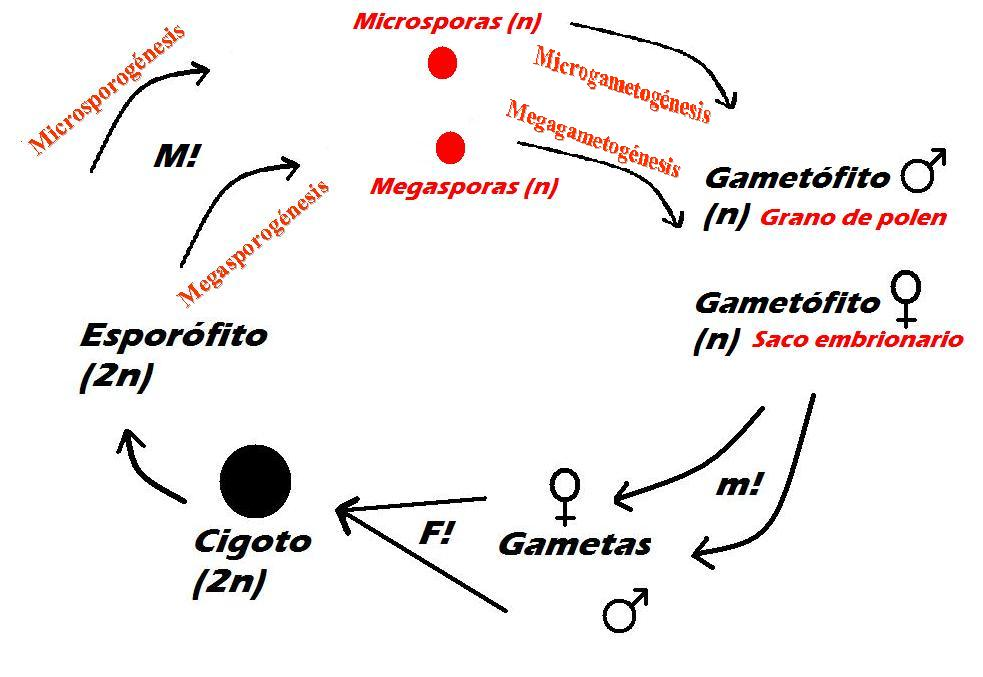
Ciclo de vida en angiospermas. M! (Meiosis), m!(Mitosis), F! (Fecundación)

En el ciclo de las angiospermas, se producen separadamente los procesos entre la parte masculina (micro) y la parte femenina (mega). Estas se juntaran al momento de la fecundación, para formar el cigoto. Se identifican en ambas dos instancias: la esporogénesis (producción de esporas) y la gametogénesis (producción de gametos).
La esporogénesis es el proceso en el cual sucede el cambio de diploide a haploide: por medio de meiosis, la célula madre 2n (distinta en el caso masculino y femenino) produce células hijas haploides: las microsporas/megasporas, que generalmente vienen en forma de tétrade.

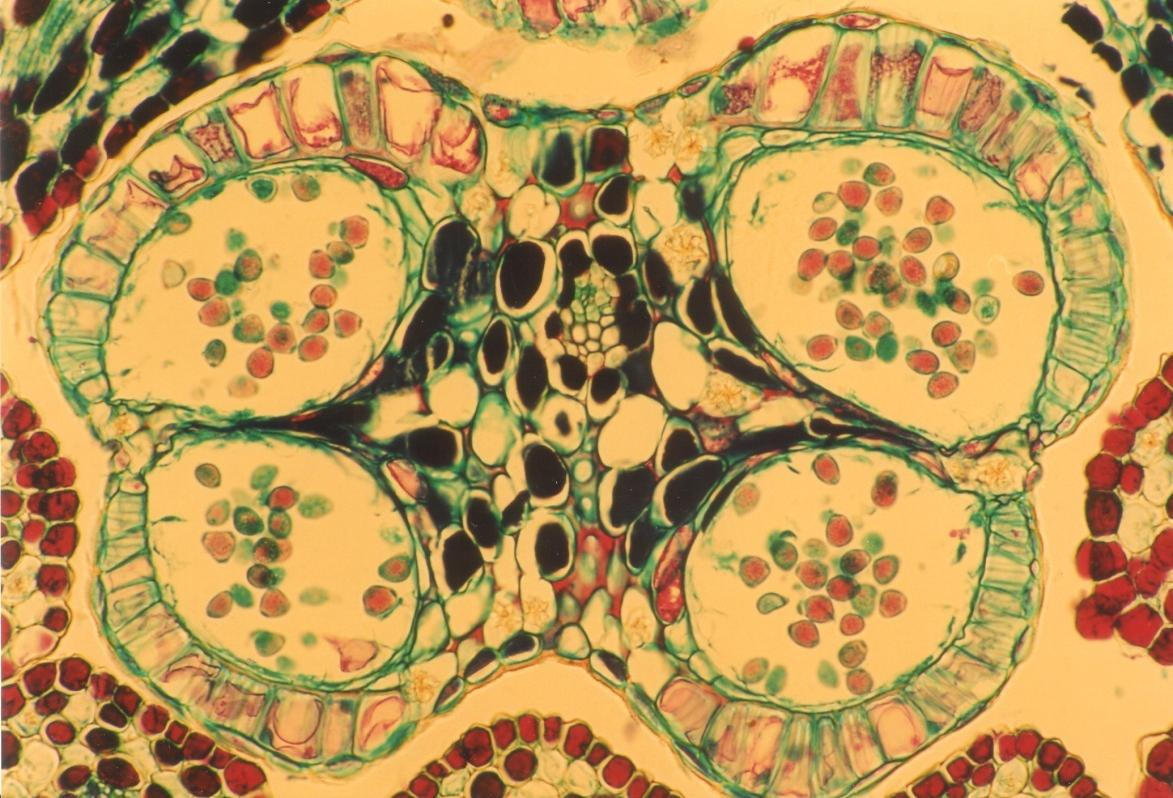
Saco polínico

La parte masculina se produce en las anteras, en los sacos polínicos. La parte femenina se produce dentro de los óvulos, en el saco embrionario. 
Empieza entonces la gametogénesis, proceso por el cual surgirá el gametófito respectivo de cada sexo. La espora se modifica por medio de mitosis para alcanzar una forma funcional a la fecundación, formando definitivamente el gametófito masculino (el grano de polen) o el gametófito femenino (saco embrionario). Dentro de cada uno se encontrarán las células específicas que contengan a las gametas (gametangios), que se unirán en la fecundación dando lugar a la nueva planta diploide.

## Galería de imágenes

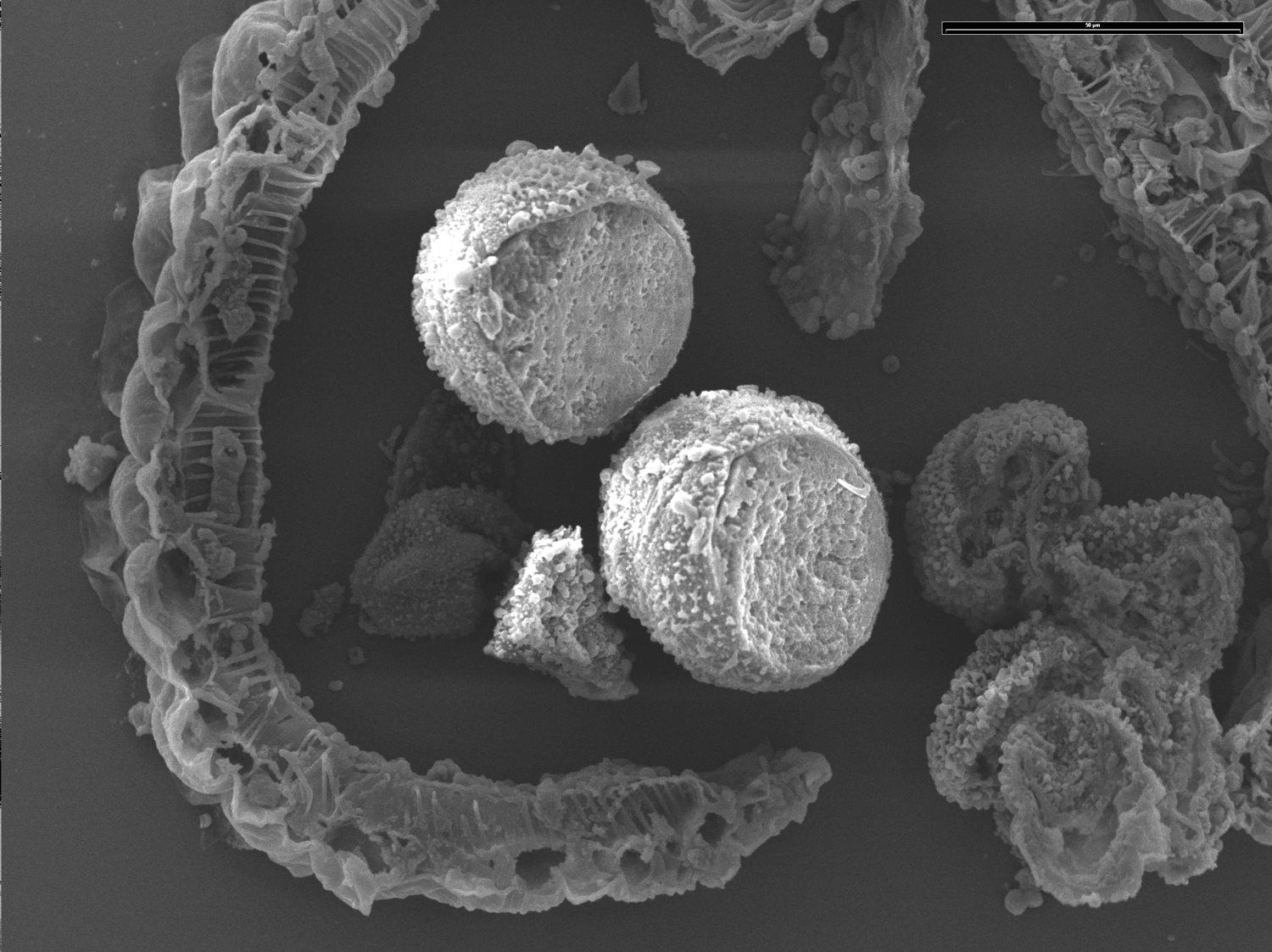
Granos de polen
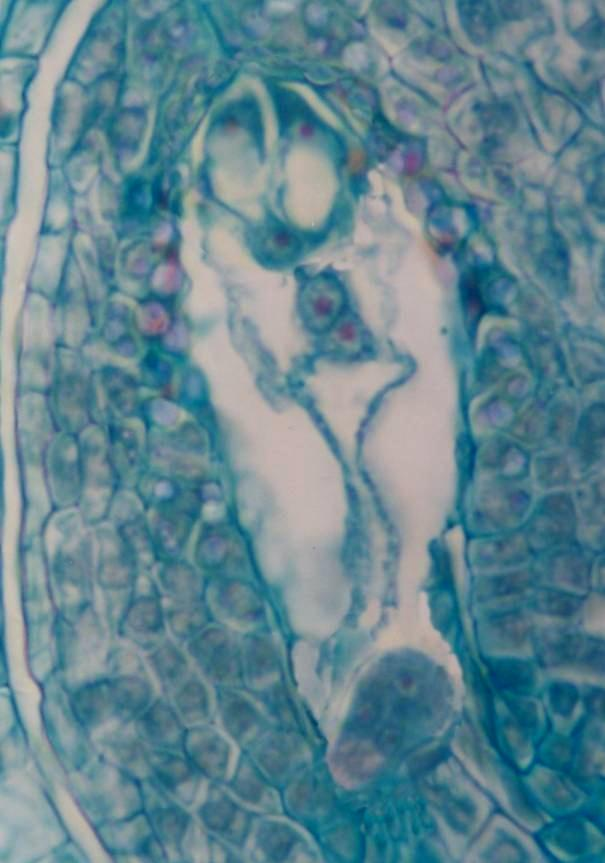
Saco embrionario